# Lonchura quinticolor
El capuchino multicolor (Lonchura quinticolor) es una especie de ave paseriforme de la familia Estrildidae endémica de las islas menores de la Sonda.

## Distribución geográfica yhábitat
Se distribuye por Indonesia y Timor Oriental (desde Lombok hasta las Tanimbar), en hábitats diversos.